# Porsche Tennis Grand Prix 2002
Il Porsche Tennis Grand Prix 2002 è stato un torneo femminile di tennis giocato sul cemento indoor. È stata la 25ª edizione del Porsche Tennis Grand Prix, che fa parte della categoria Tier II nell'ambito del WTA Tour 2002.
Si è giocato a Filderstadt in Germania, dal 7 al 13 ottobre 2002.

## Campionesse

### Singolare
Kim Clijsters ha battuto in finale  Daniela Hantuchová con il punteggio di 4–6, 6–3, 6–4

### Doppio
Lindsay Davenport /  Lisa Raymond hanno battuto in finale  Meghann Shaughnessy /  Paola Suárez con il punteggio di 6–2, 6–4